# السهل الأوروبي الشمالي
السهل الأوروبي الشمالي (بالألمانية: Norddeutsches Tiefland)، هو إقليم جيومورفولوجي في أوروبا، يشمل أجزاء أو كامل أراضي كل من بلجيكا وهولندا (التي تُعرف أيضًا بـ"البلدان المنخفضة")، وألمانيا والدنمارك وبولندا.
يتكوّن السهل من الأراضي المنخفضة الممتدة بين مرتفعات أوروبا الوسطى (التي تعود إلى النظام الجيولوجي الهرسيني) جنوبًا، وسواحل بحر الشمال وبحر البلطيق شمالًا. وتفصل شبه جزيرة يولاند (الواقعة في الدنمارك) بين هذين البحرين.
يرتبط السهل الأوروبي الشمالي بالسهل الأوروبي الشرقي، ليشكّلا معًا القسم الأكبر من السهل الأوروبي العظيم، وهو أحد أبرز الملامح التضاريسية في القارة الأوروبية.